# Laitila
Laitila est une ville du sud-ouest de la Finlande, dans la région de Finlande du Sud-Ouest.

## Histoire
Laitila a un très grand nombre de trouvailles datant de l'âge du fer, dont le plus célèbre est la tombe dite du guerrier de Kodjala.
L'objet en verre le plus ancien de Finlande, un corne à boire de l'ère romaine, a été trouvé dans le village Soukainen de Laitila.

## Géographie
Commune très agricole, elle est renommée pour son importante production d'œufs et de volailles. Elle compte également une des plus importantes usines de soda du pays (en particulier des limonades, commercialisées en Finlande sous le nom Laitilan Wirvoitusjuomatehdas.
Le bourg est traversé par la nationale 8, le grand axe de l'ouest du pays. Les villes les plus proches sont Uusikaupunki (18 km), Rauma (33 km) et Turku (58 km).
Les municipalités limitrophes sont Mynämäki au sud-est, Vehmaa au sud, Uusikaupunki à l'ouest, Pyhäranta au nord-ouest, Kodisjoki et Lappi au nord, et enfin Eura au nord-est (les 3 dernières dans le Satakunta).

## Économie

### Principales entreprises
En 2021, les principales entreprises de Laitila par chiffre d'affaires sont :
| Société                           | C.A.  |
| --------------------------------- | ----- |
| Munax Oy                          | 45 M€ |
| Mattiovi Oy                       | 24 M€ |
| Lännen Omavoima Oy                | 21 M€ |
| Laitilan Wirvoitusjuomatehdas Oy  | 20 M€ |
| Coreplast Laitila Oy              | 16 M€ |
| VSV-konserni / Vakka-Suomen Voima | 14 M€ |
| Veme Oy                           | 12 M€ |
| Laserkeskus Oy                    | 12 M€ |
| K-Supermarket Laitila             | 12 M€ |
| Veljet Kuusisto Oy                | 10 M€ |

### Employeurs
En 2021, ses plus importants employeurs sont:
| Employeur                           | Employés |
| ----------------------------------- | -------- |
| Mattiovi Oy                         | 129      |
| Smile Kymppi Service Länsi-Suomi Oy | 117      |
| Coreplast Laitila Oy                | 105      |
| Munax Oy                            | 85       |
| Finn Lamex Safety Glass Oy          | 79       |
| Laserkeskus Oy                      | 70       |
| Laitilan Terveyskoti                | 67       |
| Veme Oy                             | 61       |
| Laitilan Wirvoitusjuomatehdas Oy    | 57       |
| Juuresvakka Oy                      | 47       |

## Transports
Laitila est traversée par les routes valtatie 8, kantatie 43, seututie 196 et par les routes de liaisons 2051, 2052 et 2021.

## Démographie
Depuis 1980, l'évolution démographique de Laitila est la suivante :
| Année      | 1980  | 1985  | 1990  | 1995  | 2000  | 2005  | 2010  |
| ---------- | ----- | ----- | ----- | ----- | ----- | ----- | ----- |
| population | 8 855 | 9 185 | 9 342 | 9 128 | 8 821 | 8 569 | 8 440 |

| Année      | 2015  | 2020  |
| ---------- | ----- | ----- |
| population | 8 520 | 8 571 |

## Lieux et monuments
- Église Saint-Barthélémy de Soukainen (fi)
- Église Saint-Pierre de Laitila (fi)
- Église Saint-Michel de Laitila
- Usine de boissons gazeuses de Laitila (fi)
- Centre d'information archéologique d'Untamala (fi)

## Personnalités
- Kustaa Adolf Inkeri, astronome et mathématicien
- Wiljam Sarjala, homme politique
- Pasi Saarela, joueur de hockey
- Markus Seikola, joueur de hockey
- Susanna Tapani, joueur de hockey

## Jumelages
| Ville | Ville   | Pays | Pays    |
| ----- | ------- | ---- | ------- |
|       | Härryda |      | Suède   |
|       | Võru    |      | Estonie |

## Galerie

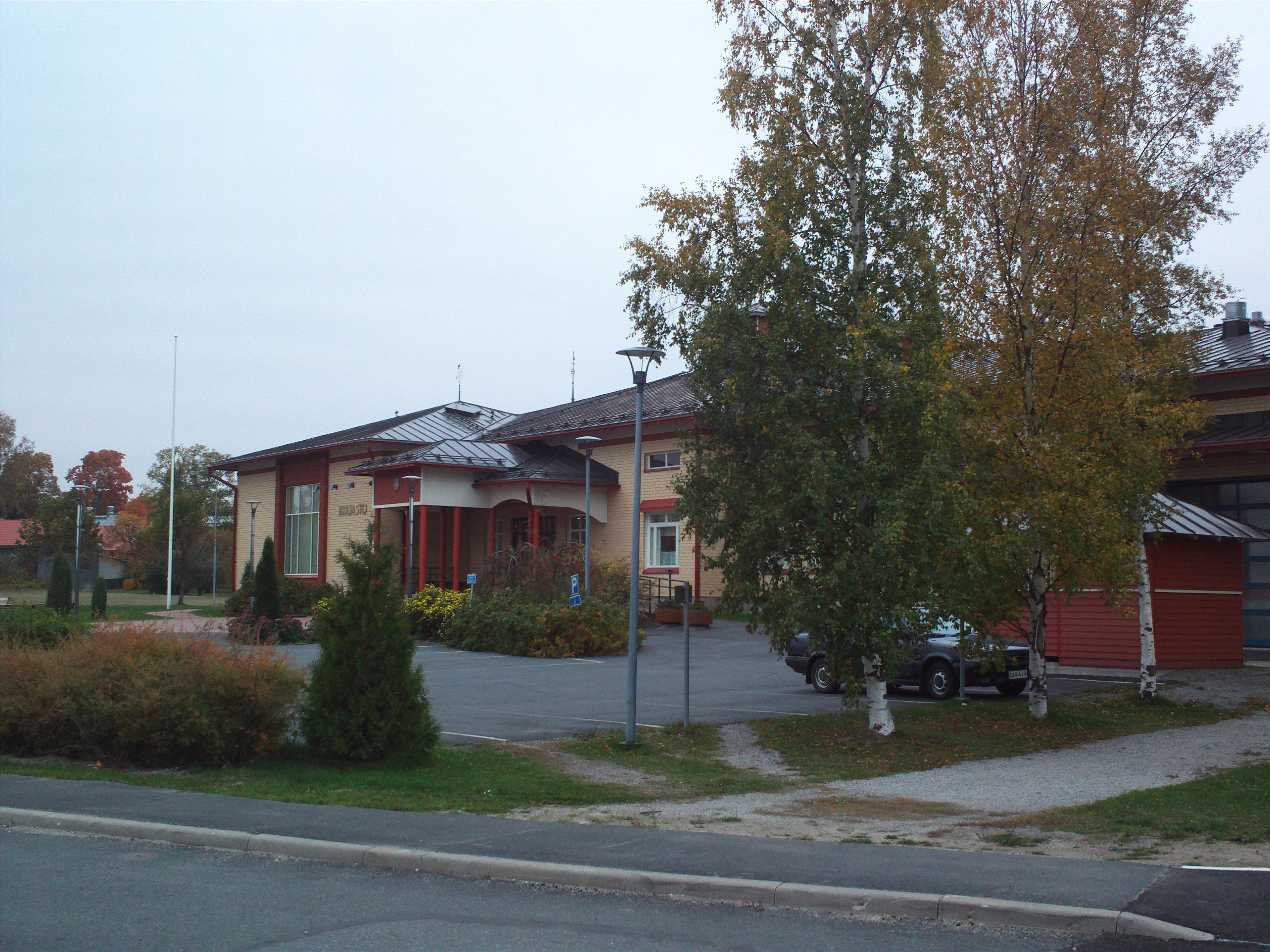
Bibliothèque municipale.
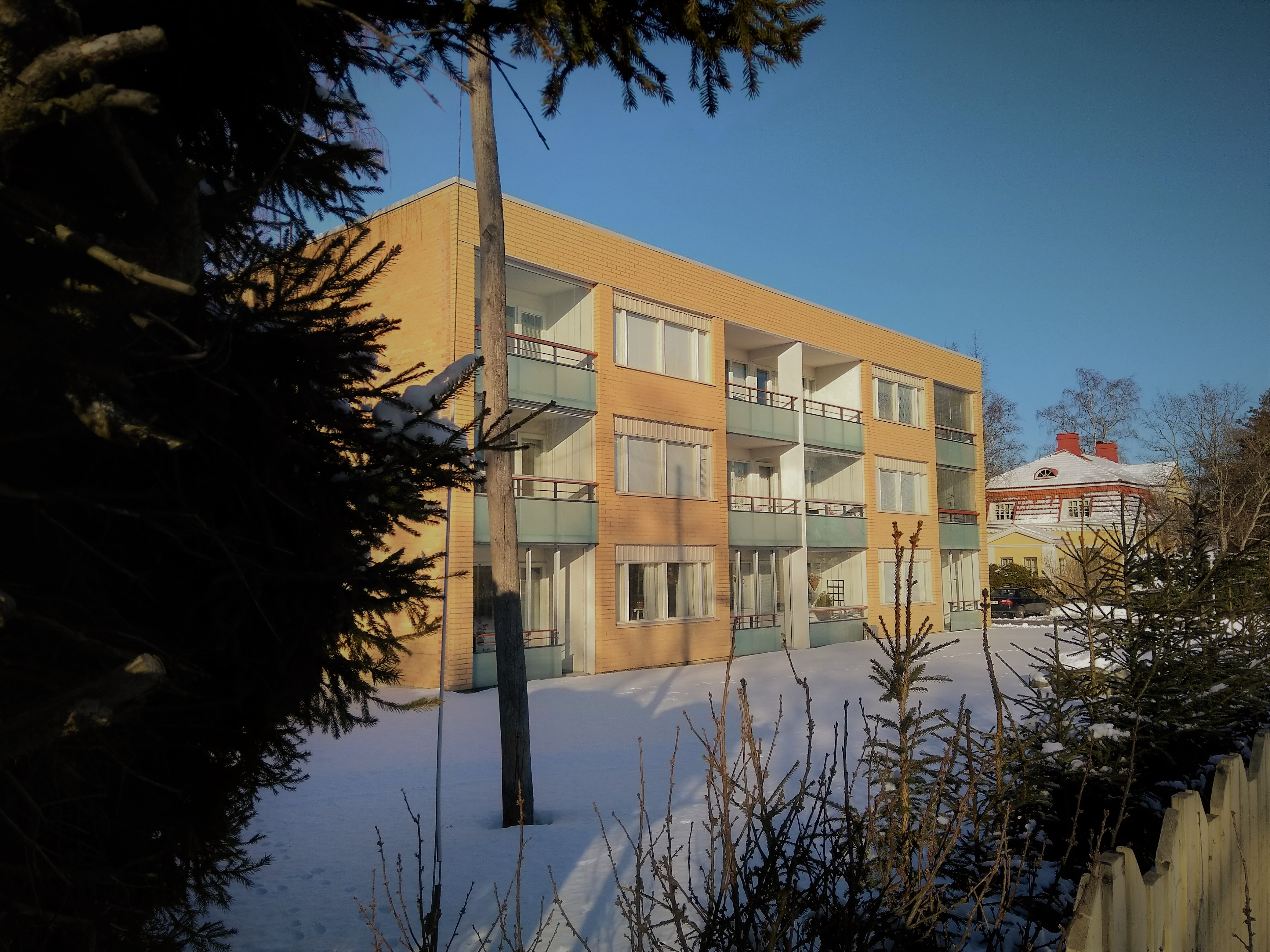
Bâtiment de la rue Kirkkotie.
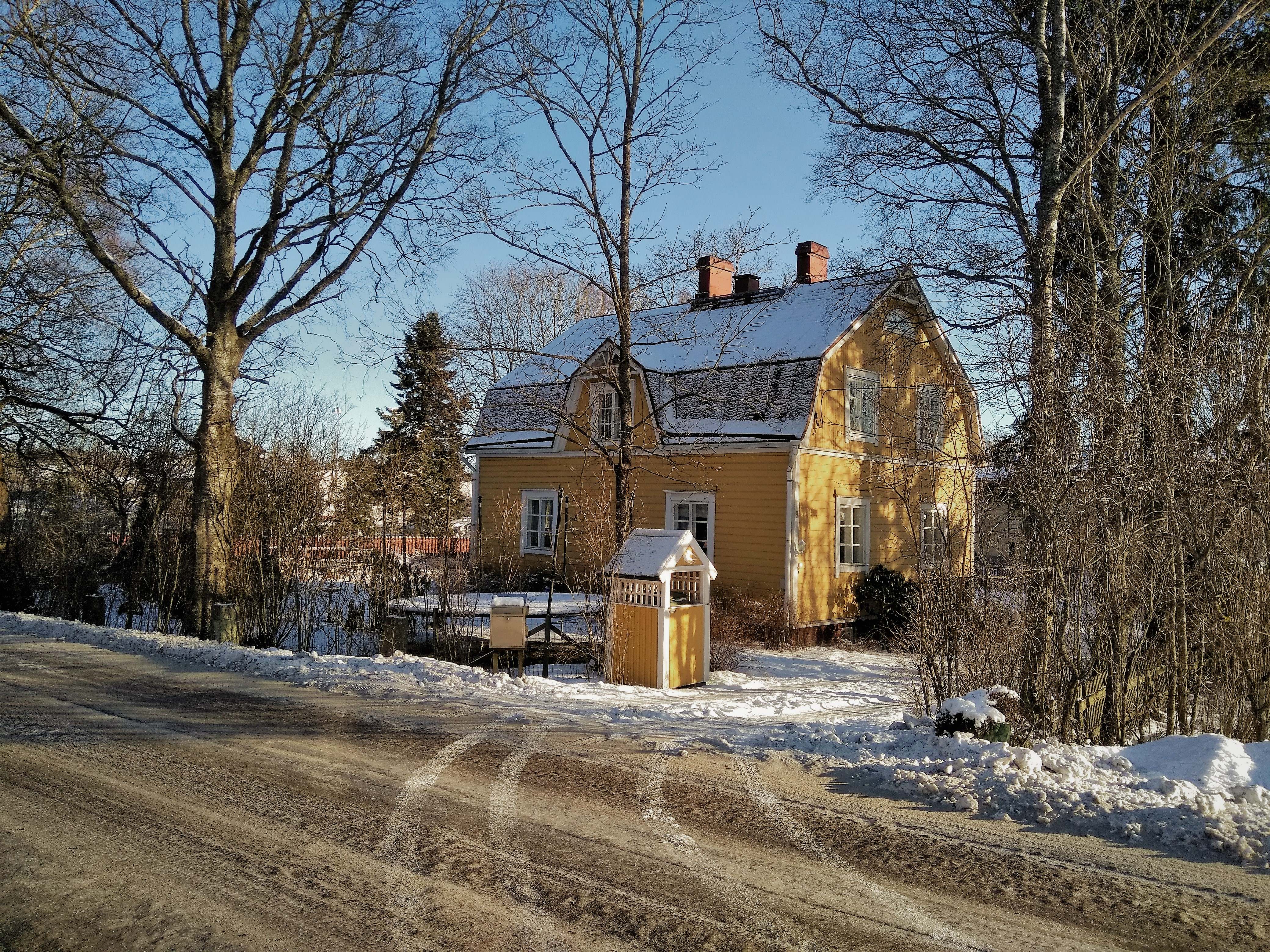
Maison de la rue Kirkkotie.
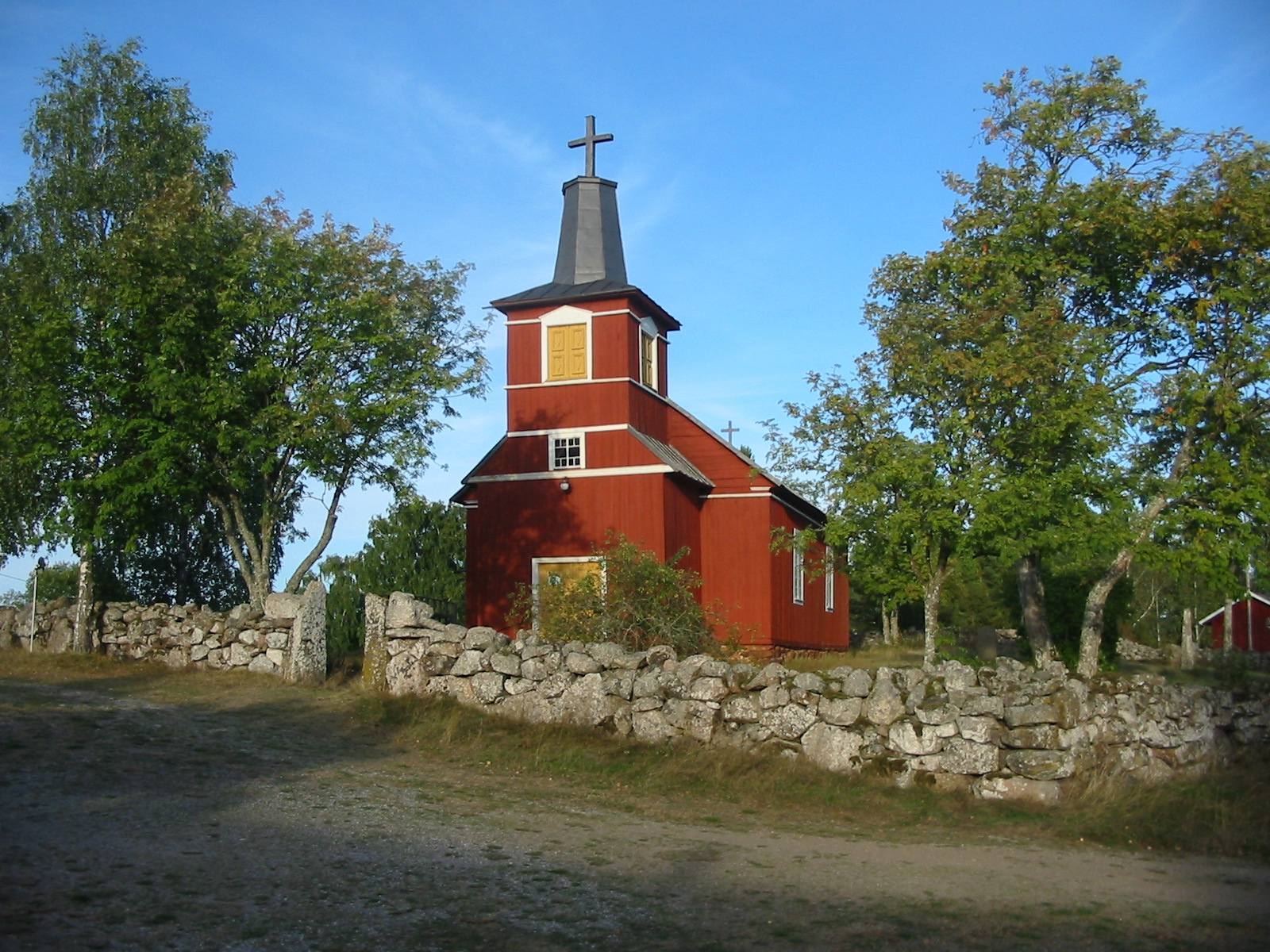
Église Saint-Pierre de Laitila.